# 石塚義之
石塚 義之（いしづか よしゆき、1975年3月26日 - ）は、日本のお笑いタレント、俳優。東京都江戸川区出身。
スクールJCA2期生。1994年から2016年まで俳優の石井正則とお笑いコンビ「アリtoキリギリス」で活動しツッコミを担当。コンビ時代はホリプロに所属していた。

## 人物
- 東京都立蔵前工業高等学校卒。
- 1994年に石井正則とお笑いコンビ、アリtoキリギリスを結成。石塚がキリギリスのほうである。
- タモリに気に入られており、タモリの別荘に二人きりで行ったなどのエピソードを番組で語っている。番組での共演の際には、『不細工』『受精が雑』などと弄られた。
- 公式HPで「週刊少年イシヅカ」で漫画、「週刊小説イシヅカ」で小説を書いている。
- 相方の石井が忙しいので、息子の将来を危惧した母親が相方に「息子を頼む」旨のFAXを送ったらしく、そのエピソードで『笑っていいとも!』で母子共演を果たしている。
- 相方の石井よりもかなり身長が高いため石井より年上に見えるが、実際は自身のほうが石井より年下である。
- スクールJCA時代に短期間であったがダンディ坂野とコンビ結成・解散を経験。
- 2016年いっぱいでコンビ解散と同時にホリプロを退所。

## 出演

### テレビ番組
- タモリ倶楽部（テレビ朝日）

#### 過去の出演番組
- タモリのボキャブラ天国（フジテレビ）
- 美川屋本舗（テレビ東京）
- ひらめ筋GOLD（日本テレビ）※Dリーグ・ホリプロHORIZONの一員として

### テレビドラマ
- イマジン（2000年、関西テレビ）
- 料理少年Kタロー（2001年、NHK教育） - こみや春樹 役
- ナースのお仕事3（2000年、フジテレビ - 毛利正 役
- 向井荒太の動物日記 〜愛犬ロシナンテの災難〜（2001年） - 左門典之 役
- 探偵家族 第6話（2002年、日本テレビ） - 空き巣 役
- 銭形平次（2004年） - 清吉 役
- 警視庁心理分析捜査官・崎山知子2（2004年） - 小倉守
- 金曜エンタテイメント「ハマの静香は事件がお好き Episode3」（2005年、フジテレビ）
- 愛と友情のブギウギ（2005年） - 岡崎店長 役
- お江戸吉原事件帖（2007年、テレビ東京）
- パズル（2008年） - 久保田修一 役
- 月曜ゴールデン 弁護士 一之瀬凛子2(2010年)
- なぜ君は絶望と闘えたのか（2010年） - 落合和久 役
- 土曜時代劇 「まっつぐ〜鎌倉河岸捕物控〜」（2010年4月 - 、NHK総合）
- 美男ですね 第5話（2011年8月12日、TBS）
- 水戸黄門第43部 第12話（2011年10月10日、TBS / C.A.L） - 番士 役
- 金曜プレステージ赤い霊柩車シリーズ31（2013年4月19日） - 広瀬裕二 役
- 大東京トイボックス（2014年1月 - 3月、テレビ東京） - 飯田橋要 役
- 牙狼-GARO- -魔戒ノ花- 第16話（2014年7月25日、テレビ東京） - イイダ 役
- 大岡越前2 第1話（2014年10月3日、NHK BSプレミアム / C.A.L） - 定八 役
- スペシャリスト 第1話（2016年1月14日、テレビ朝日） - バルやん  役
- 三匹のおっさん3〜正義の味方、みたび!!〜 第1話（2017年1月20日、テレビ東京） - 窃盗犯 役

### 映画
- 少年と星と自転車（2005年）
- おとうと（2010年）
- BANDAGE バンデイジ（2010年）

### DVD
- つぶやきシロー「だいぃ〜ん」×「うそぉ〜ン」（2004年、副音声コメンタリティー）

### テレビアニメ
- 最強武将伝 三国演義（2010年、テレビ東京） - 李儒

### ラジオ
- GROOVE LINE Z（J-WAVE）「ラジオゲリラ」、2012年8月-2015年3月、水曜日担当、2016年6月以降不定期出演）

### インターネット
- もも☆キリ学園（2012年4月-、あっ!とおどろく放送局）

### 舞台
- 和田アキ子物語（2010年9月4日 - 14日、三越劇場）
- ゲキ塾。プロデュースvol.4「忠臣ぐらっちぇ!」（2012年8月21日-26日、笹塚ファクトリー）
- 企画演劇集団ボクラ団義 再演プロジェクトvol.1「ワラワレ」（2012年9月12日-17日、シアターモリエール）